# Sing- und Musikschule Traunwalchen

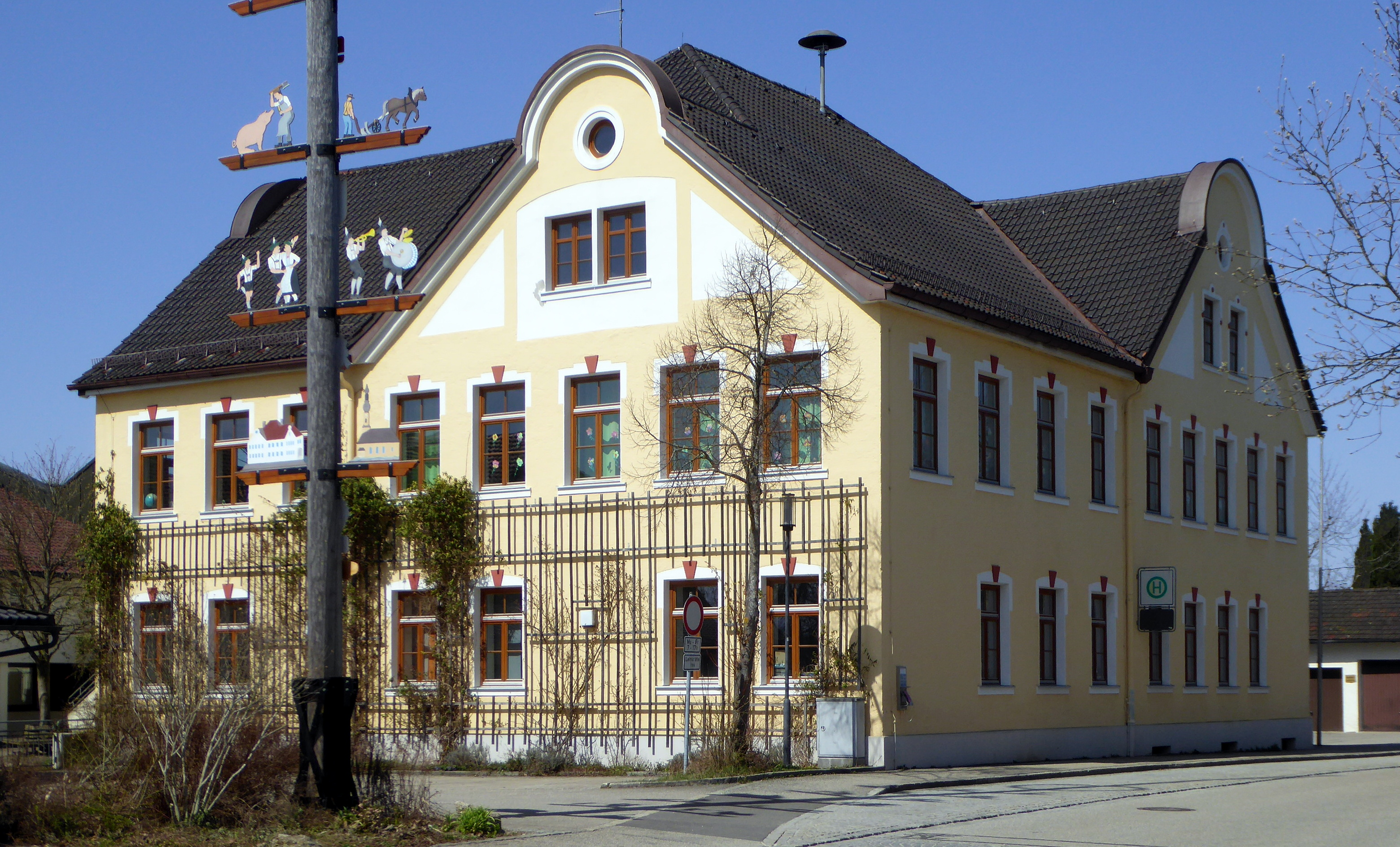
Carl-Orff-Schule Traunwalchen, Sitz der Musikschule

Die Sing- und Musikschule Traunwalchen der Stadt Traunreut ist eine städtische Musikschule. Sie wurde 1965 gegründet und ist die größte Musikschule im Landkreis Traunstein.

## Ausbildungsangebot
Die Sing- und Musikschule Traunwalchen wendet sich in über 80 unterschiedlichen Angeboten an Kinder, Jugendliche und Erwachsene an 15 Standorten an Schulen und Kindergärten in den Gemeinden Chieming, Nußdorf (Chiemgau) und Traunreut. Das Hauptgebäude befindet sich in Traunwalchen. Das Ausbildungsprogramm der Sing- und Musikschule Traunwalchen gliedert sich dabei in die drei Fachbereiche Grundfächer, Vokal- und Instrumentalfächer sowie die Ensemble- und Ergänzungsfächer.

## Geschichte
1964 wurde durch eine Elternversammlung die Gründung von Singschulklassen an der Volksschule in Traunwalchen beschlossen. Angeregt vom damaligen Traunwalchner Bürgermeister Josef Schroll wurde die Sing- und Musikschule 1965 gegründet. Die ersten Lehrkräfte der Sing- und Musikschule Traunwalchen waren Hans Lauber, Brigitte Odkolek, Franz Jaksch jun., Georg Gallinger und Siegfried Spranger. Angeboten wurden die Fächer Schulchor, Hausmusik, Akkordeon, Flöte, Melodika, Gitarre, Zither und Hackbrett. Im Gründungsjahr formierten sich auch die Chorfreunde Traunwalchen.
Die Musikschule gilt als Keimzelle mehrerer ähnlicher Einrichtungen im Landkreis Traunstein. Franz Jaksch, damals mit 18 Jahren Deutschlands jüngster Musikschulleiter, stellte den Kontakt zum Orff-Institut des Mozarteums in Salzburg her. Mit der Grund- und Hauptschule in Traunwalchen, die 1978 in „Carl-Orff-Volksschule Traunwalchen“ umbenannt wurde, bestand dabei eine enge Kooperation. Mit der Umbenennung sollte darauf hingewiesen werden, dass das pädagogische Wirken Carl Orffs in Traunwalchen eine besondere Pflegestätte gefunden hat.
1978 wurde die Musikschule im Zuge der Eingemeindung Traunwalchens von der Stadt Traunreut übernommen und weitergeführt. Fast alle gängigen Instrumente werden von qualifizierten, nach den Vorschriften des Verbandes Bayerischer Musikschulen ausgebildeten Lehrerinnen und Lehrer gelehrt, wobei sowohl die klassischen als auch Volksmusik- und moderne Instrumente angeboten werden. Vom 6. bis 9. Juli 2000 fand das Orff-Schulwerk-Symposion 2000 in Traunwalchen statt.
Markus Lentz, heute Mitglied des Erweiterten Vorstands des Verbands Bayerischer Sing- und Musikschulen, war als Nachfolger von Franz Jaksch von 2001 bis 2008 Leiter der Sing- und Musikschule. Seit 2009 leitet Josef Mayer die Musikschule und erweiterte die Grundfächer um kreativen Tanz und Rhythmik und ein gemischtes Zupfensemble. 2015 wurde mit einem Festakt im Traunreuter Kulturzentrum k1 und vielen weiteren Veranstaltungen wurde das fünfzigjährige Jubiläum der Musikschule gefeiert. 2018 wurde durch einen Umbau eine klare räumliche Trennung zwischen der Carl-Orff-Grundschule und der Musikschule geschaffen. Die Musikschule verfügt jetzt über den gesamten Trakt des Untergeschoßes in seinem Hauptgebäude in Traunwalchen.
Die Sing- und Musikschule Traunwalchen betreibt heute Kooperationen mit zahlreichen Kindergärten und Schulen der Umgebung.